# Хедвиг София Шведска
Хедвиг София Шведска (на шведски: Hedvig Sofia Augusta av Sverige; на немски: Hedwig Sophia von Schweden; * 26 юни 1681, Стокхолм; † 22 декември 1708, Стокхолм) е принцеса от Швеция от рода Вителсбахи, чрез женитба херцогиня на Шлезвиг-Холщайн-Готорп (1695 – 1702), после регентка на сина си. Неин внук е руският цар Петър III.

## Биография
Тя е най-възрастната дъщеря на крал Карл XI от Швеция (1655 – 1697) и съпругата му принцеса Улрика Елеонора Датска (1656 – 1693), дъщеря на краля на Дания Фредерик III (1609 – 1670) и принцеса София Амалия фон Брауншвайг-Каленберг (1628 – 1685).
Хедвиг София Шведска се омъжва на 12 май 1698 г. в двореца Карлберг за Фридрих IV фон Шлезвиг-Холщайн-Готорп (* 18 октомври 1671, дворец Готорп, Шлезвиг; † 19 юли 1702, Битка при Клишов в Полша), херцог на Шлезвиг-Холщайн-Готорп (1695 – 1702), най-големия син на херцог Кристиян Албрехт фон Шлезвиг-Холщайн-Готорп (1641 – 1695) и леля ѝ принцеса Фридерика Амалия Датска (1649 – 1704). Чрез този брак шведския наследник отива на рода Шлезвиг-Холщайн-Готорп, на нейния племенник Адолф Фредерик, който става първия крал през 1751 г.
Хедвиг поема през 1702 г. регентсвото в херцогството за двегодишния си син Карл Фридрих и го води до смъртта си през 1708 г.
Повечето време тя обаче е в Швеция и оставя управлението на княз-епископ Кристиан Август фон Шлезвиг-Холщайн-Готорп, чичото на нейния починал съпруг. Тя не се омъжва отново, но има дългогодишна афера с поета граф Олоф Гиленборг (1676 – 1737).
Тя умира от едра шарка на 27 години в Стокхолм на 22 декември 1708 г.

## Деца
Хедвиг София Шведска и Фридрих IV фон Шлезвиг-Холщайн-Готорп имат един син:
- Карл Фридрих фон Шлезвиг-Холщайн-Готорп (* 30 април 1700, Стокхолм; † 18 юни 1739, Ролфсхаген), херцог на Холщайн-Готорп (1702-1718-1739), женен на 21 май 1725 г. в Санкт Петербург за руската велика княгиня Анна Петровна (* 7 февруари 1708, Москва; † 15 май 1728, Кил) от династията Романови, дъщеря на цар Петър I и Екатерина I.